# Manilkara sulcata
Manilkara sulcata är en tvåhjärtbladig växtart som först beskrevs av Adolf Engler, och fick sitt nu gällande namn av Marcel Marie Maurice Dubard. Manilkara sulcata ingår i släktet Manilkara och familjen Sapotaceae. Inga underarter finns listade i Catalogue of Life.